# 漢密爾頓·莫朗
安東尼奧·漢密爾頓·馬丁斯·莫朗（葡萄牙語：Antônio Hamilton Martins Mourão；1953年8月15日—），巴西政治人物及退役軍官，第25任巴西副總統。他是巴西史上首位擁有巴西原住民血統的副總統。